# П
Пп – litera cyrylicy, wywodząca się od greckiego Π. Jej odpowiednikiem w alfabecie łacińskim (i polskim) jest p.

## Kodowanie
| Znak                   | П                          | П                          | п                        | п                        |
| ---------------------- | -------------------------- | -------------------------- | ------------------------ | ------------------------ |
| Nazwa w Unikodzie      | Cyrillic Capital Letter Pi | Cyrillic Capital Letter Pi | Cyrillic Small Letter Pi | Cyrillic Small Letter Pi |
| Kodowanie              | dziesiątkowo               | szesnastkowo               | dziesiątkowo             | szesnastkowo             |
| Unicode                | 1055                       | U+041F                     | 1087                     | U+043F                   |
| UTF-8                  | 208 159                    | d0 9f                      | 208 191                  | d0 bf                    |
| Odwołania znakowe SGML | &#1055;                    | &#x041F;                   | &#1087;                  | &#x043F;                 |
| Macintosh Cyrillic     | 143                        | 8F                         | 239                      | EF                       |
| ISO 8859-5             | 191                        | BF                         | 223                      | DF                       |
| Windows-1251           | 207                        | CF                         | 239                      | EF                       |
| Code page 855          | 221                        | DD                         | 216                      | D8                       |
| KOI8-R i KOI8-U        | 240                        | F0                         | 208                      | D0                       |